# Milen Stoev
Milen Jankov Stoev (in bulgaro Милен Янков Стоев?; Sandanski, 29 settembre 1999) è un calciatore bulgaro, difensore dello Spartak Varna.

## Carriera

### Club
Cresciuto nel settore giovanile del Vihren Sandanski, nella stagione 2017-2018 ha disputato il campionato di terza divisione bulgara. Nell'estate del 2018 è passato all'Arda Kărdžali, club di seconda divisione. Nel febbraio del 2019 è stato ceduto in prestito al Pirin Blagoevgrad, anch'esso militante in seconda divisione, con cui ha concluso la stagione. Al termine del prestito è rientrato all'Arda, nel frattempo promosso per la prima volta in massima serie.

### Nazionale
Nel 2020 ha giocato una partita con la nazionale bulgara Under-21.

## Statistiche

### Presenze e reti nei club
Statistiche aggiornate al 28 luglio 2021.
| Stagione             | Squadra              | Campionato           | Campionato | Campionato | Coppe nazionali | Coppe nazionali | Coppe nazionali | Coppe continentali | Coppe continentali | Coppe continentali | Altre coppe | Altre coppe | Altre coppe | Totale | Totale |
| Stagione             | Squadra              | Comp                 | Pres       | Reti       | Comp            | Pres            | Reti            | Comp               | Pres               | Reti               | Comp        | Pres        | Reti        | Pres   | Reti   |
| -------------------- | -------------------- | -------------------- | ---------- | ---------- | --------------- | --------------- | --------------- | ------------------ | ------------------ | ------------------ | ----------- | ----------- | ----------- | ------ | ------ |
| 2018-feb. 2019       | Arda Kărdžali        | 2L                   | 4          | 0          | CB              | 0               | 0               |                    | -                  | -                  |             | -           | -           | 4      | 0      |
| feb.-giu. 2019       | Pirin Blagoevgrad    | 2L                   | 10         | 1          | CB              | -               | -               |                    | -                  | -                  |             | -           | -           | 10     | 1      |
| 2019-2020            | Arda Kărdžali        | 1L                   | 11         | 0          | CB              | 0               | 0               |                    | -                  | -                  |             | -           | -           | 11     | 0      |
| 2020-2021            | Arda Kărdžali        | 1L                   | 24         | 0          | CB              | 2               | 0               |                    | -                  | -                  |             | -           | -           | 26     | 0      |
| 2021-2022            | Arda Kărdžali        | 1L                   | 1          | 0          | CB              | 0               | 0               | UECL               | 1                  | 0                  |             | -           | -           | 2      | 0      |
| Totale Arda Kărdžali | Totale Arda Kărdžali | Totale Arda Kărdžali | 36         | 0          |                 | 2               | 0               |                    | 1                  | 0                  |             | -           | -           | 38     | 0      |
| Totale carriera      | Totale carriera      | Totale carriera      | 50         | 1          |                 | 2               | 0               |                    | 1                  | 0                  |             | -           | -           | 53     | 1      |